# Престине
Престине (итал. Prestine) — коммуна в Италии, в провинции Брешиа области Ломбардия.
Население составляет 376 человек (2008 г.), плотность населения составляет 23 чел./км². Занимает площадь 16 км². Почтовый индекс — 25040. Телефонный код — 0364.
Покровителем коммуны почитается святой Аполлоний Брешианский, празднование 7 июля.

## Демография
Динамика населения:

## Администрация коммуны
- Официальный сайт: http://www.comune.prestine.bs.it/ Архивная копия от 22 октября 2008 на Wayback Machine